# Seznam dílů seriálu Brooklyn 99
Toto je seznam dílů seriálu Brooklyn 99. Americký komediální televizní seriál Brooklyn 99 měl premiéru v letech 2013–2021. Prvních pět řad odvysílala mezi lety 2013 a 2018 stanice Fox, další tři řady byly následně uvedeny na stanici NBC. V Česku odvysílala prvních šest řad seriálu od mezi lety 2017 a 2020 stanice Prima Comedy Central s českým dabingem, ale díly nejsou v češtině nijak pojmenované. Na Netflixu byl celý seriál zveřejněn s českou lokalizací (titulky, synopse, názvy dílů). Překlady pro titulky a dabing jsou rozdílné, proto české názvy uvedené v tomto seznamu ne vždy přiléhají na dabovanou verzi.

## Přehled řad
| Řada | Díly | Premiéra v USA | Premiéra v USA  | Premiéra v ČR  | Premiéra v ČR   |
| Řada | Díly | První díl      | Poslední díl    | První díl      | Poslední díl    |
| ---- | ---- | -------------- | --------------- | -------------- | --------------- |
| 1    | 22   | 17. září 2013  | 25. března 2014 | 18. dubna 2017 | 27. června 2017 |
| 2    | 23   | 28. září 2014  | 17. května 2015 | 31. října 2017 | 27. března 2018 |
| 3    | 23   | 27. září 2015  | 19. dubna 2016  | 3. dubna 2018  | 21. června 2018 |
| 4    | 22   | 20. září 2016  | 23. května 2017 | 26. září 2018  | 25. října 2018  |
| 5    | 22   | 26. září 2017  | 20. května 2018 | 4. března 2019 | 2. dubna 2019   |
| 6    | 18   | 10. ledna 2019 | 16. května 2019 | 15. ledna 2020 | 7. února 2020   |
| 7    | 13   | 6. února 2020  | 23. dubna 2020  | bude oznámeno  | bude oznámeno   |
| 8    | 10   | 12. srpna 2021 | 16. září 2021   | bude oznámeno  | bude oznámeno   |

## Seznam dílů

### První řada (2013–2014)
| Č. v seriálu | Č. v řadě | Původní název             | Český název            | Režie                          | Scénář                          | Premiéra v USA     | Premiéra v ČR   |
| ------------ | --------- | ------------------------- | ---------------------- | ------------------------------ | ------------------------------- | ------------------ | --------------- |
| 1            | 1         | Pilot                     | Pilotní díl            | Phil Lord a Christopher Miller | Dan Goor a Michael Schur        | 17. září 2013      | 18. dubna 2017  |
| 2            | 2         | The Tagger                | Tagger                 | Craig Zisk                     | Norm Hiscock                    | 24. září 2013      | 18. dubna 2017  |
| 3            | 3         | The Slump                 | Krize                  | Julie Anne Robinson            | Prentice Penny                  | 1. října 2013      | 25. dubna 2017  |
| 4            | 4         | M.E. Time                 | Zdravotní prohlídka    | Troy Miller                    | Gil Ozeri                       | 8. října 2013      | 25. dubna 2017  |
| 5            | 5         | The Vulture               | Sup                    | Jason Ensler                   | Laura McCreary                  | 15. října 2013     | 2. května 2017  |
| 6            | 6         | Halloween                 | Halloween              | Dean Holland                   | Lesley Arfin                    | 22. října 2013     | 2. května 2017  |
| 7            | 7         | 48 Hours                  | 48 hodin               | Peter Lauer                    | Luke Del Tredici                | 5. listopadu 2013  | 9. května 2017  |
| 8            | 8         | Old School                | Stará škola            | Beth McCarthy-Miller           | Gabe Liedman                    | 12. listopadu 2013 | 9. května 2017  |
| 9            | 9         | Sal's Pizza               | Salova pizza           | Craig Zisk                     | Lakshmi Sundaram                | 19. listopadu 2013 | 16. května 2017 |
| 10           | 10        | Thanksgiving              | Díkuvzdání             | Jorma Taccone                  | Luke Del Tredici                | 26. listopadu 2013 | 16. května 2017 |
| 11           | 11        | Christmas                 | Vánoce                 | Jake Szymanski                 | Dan Goor                        | 3. prosince 2013   | 23. května 2017 |
| 12           | 12        | Pontiac Bandit            | Pontiacový bandita     | Craig Zisk                     | Norm Hiscock a Lakshmi Sundaram | 7. ledna 2014      | 23. května 2017 |
| 13           | 13        | The Bet                   | Sázka                  | Julian Farino                  | Laura McCreary                  | 14. ledna 2014     | 30. května 2017 |
| 14           | 14        | The Ebony Falcon          | Ebenový sokol          | Michael Blieden                | Prentice Penny                  | 21. ledna 2014     | 30. května 2017 |
| 15           | 15        | Operation: Broken Feather | Operace: Uražená pýcha | Julie Anne Robinson            | Dan Goor a Michael Schur        | 2. února 2014      | 6. června 2017  |
| 16           | 16        | The Party                 | Oslava                 | Michael Engler                 | Gil Ozeri a Gabe Liedman        | 4. února 2014      | 6. června 2017  |
| 17           | 17        | Full Boyle                | Boyle v celé parádě    | Craig Zisk                     | Norm Hiscock                    | 11. února 2014     | 13. června 2017 |
| 18           | 18        | The Apartment             | Byt                    | Tucker Gates                   | David Quandt                    | 25. února 2014     | 13. června 2017 |
| 19           | 19        | Tactical Village          | Taktický výcvik        | Fred Goss                      | Luke Del Tredici                | 4. března 2014     | 20. června 2017 |
| 20           | 20        | Fancy Brudgom             | Bujaré svědkování      | Victor Nelli, Jr.              | Laura McCreary                  | 11. března 2014    | 20. června 2017 |
| 21           | 21        | Unsolvable                | Nevyřešitelný případ   | Ken Whittingham                | Prentice Penny                  | 18. března 2014    | 27. června 2017 |
| 22           | 22        | Charges and Specs         | Obvinění s upřesněním  | Akiva Schaffer                 | Gabe Liedman a Gil Ozeri        | 25. března 2014    | 27. června 2017 |

### Druhá řada (2014–2015)
| Č. v seriálu | Č. v řadě | Původní název              | Český název                 | Režie                | Scénář                                  | Premiéra v USA     | Premiéra v ČR      |
| ------------ | --------- | -------------------------- | --------------------------- | -------------------- | --------------------------------------- | ------------------ | ------------------ |
| 23           | 1         | Undercover                 | V přestrojení               | Dean Holland         | Luke Del Tredici                        | 28. září 2014      | 31. října 2017     |
| 24           | 2         | Chocolate Milk             | Čokoládové mléko            | Fred Goss            | Gabe Liedman                            | 5. října 2014      | 31. října 2017     |
| 25           | 3         | The Jimmy Jab Games        | Hry Jimmyho Jaba            | Rebecca Asher        | Lakshmi Sundaram                        | 12. října 2014     | 7. listopadu 2017  |
| 26           | 4         | Halloween II               | Halloween 2                 | Eric Appel           | Prentice Penny                          | 19. října 2014     | 14. listopadu 2017 |
| 27           | 5         | The Mole                   | Špion                       | Victor Nelli, Jr.    | Laura McCreary                          | 2. listopadu 2014  | 21. listopadu 2017 |
| 28           | 6         | Jake and Sophia            | Jake a Sophia               | Michael McDonald     | Tricia McAlpin a David Phillips         | 9. listopadu 2014  | 28. listopadu 2017 |
| 29           | 7         | Lockdown                   | Zákaz vycházení             | Linda Mendoza        | Luke Del Tredici                        | 16. listopadu 2014 | 5. prosince 2017   |
| 30           | 8         | USPIS                      | Poštovní inspekce           | Ken Whittingham      | Brian Reich                             | 23. listopadu 2014 | 12. prosince 2017  |
| 31           | 9         | The Road Trip              | Výlet                       | Beth McCarthy-Miller | Brigitte Munoz-Liebowitz                | 30. listopadu 2014 | 19. prosince 2017  |
| 32           | 10        | The Pontiac Bandit Returns | Pontiacový bandita se vrací | Max Winkler          | Matt O'Brien                            | 7. prosince 2014   | 26. prosince 2017  |
| 33           | 11        | Stakeout                   | Špehování                   | Tristram Shapeero    | Laura McCreary a Tricia McAlpin         | 14. prosince 2014  | 2. ledna 2018      |
| 34           | 12        | Beach House                | Dům na pláži                | Tim Kirkby           | Lakshmi Sundaram a David Phillips       | 4. ledna 2015      | 9. ledna 2018      |
| 35           | 13        | Payback                    | Dluh                        | Victor Nelli, Jr.    | Norm Hiscock a Brigitte Munoz-Liebowitz | 11. ledna 2015     | 16. ledna 2018     |
| 36           | 14        | The Defense Rests          | Nemám další otázky          | Jamie Babbit         | Prentice Penny a Matt O'Brien           | 25. ledna 2015     | 23. ledna 2018     |
| 37           | 15        | Windbreaker City           | Město větrovek              | Craig Zisk           | Gabe Liedman                            | 8. února 2015      | 30. ledna 2018     |
| 38           | 16        | The Wednesday Incident     | Středeční příhoda           | Claire Scanlon       | Laura McCreary                          | 15. února 2015     | 6. února 2018      |
| 39           | 17        | Boyle-Linetti Wedding      | Svatba Boylea a Linetti     | Dean Holland         | Matt O'Brien                            | 1. března 2015     | 13. února 2018     |
| 40           | 18        | Captain Peralta            | Kapitán Peralta             | Eric Appel           | Dan Goor                                | 8. března 2015     | 20. února 2018     |
| 41           | 19        | Sabotage                   | Sabotáž                     | Jay Karas            | Brian Reich                             | 15. března 2015    | 27. února 2018     |
| 42           | 20        | AC/DC                      | AC/DC                       | Linda Mendoza        | Linda Mendoza                           | 26. dubna 2015     | 6. března 2018     |
| 43           | 21        | Det. Dave Majors           | Detektive Dave Majors       | Michael McDonald     | Gabe Liedman a Lakshmi Sundaram         | 3. května 2015     | 13. března 2018    |
| 44           | 22        | The Chopper                | Vrtulník                    | Phil Traill          | Tricia McAlpin a David Phillips         | 10. května 2015    | 20. března 2018    |
| 45           | 23        | Johnny and Dora            | Johnny a Dora               | Dean Holland         | Luke Del Tredici                        | 17. května 2015    | 27. března 2018    |

### Třetí řada (2015–2016)
| Č. v seriálu | Č. v řadě | Původní název     | Český název          | Režie             | Scénář                                | Premiéra v USA     | Premiéra v ČR   |
| ------------ | --------- | ----------------- | -------------------- | ----------------- | ------------------------------------- | ------------------ | --------------- |
| 46           | 1         | New Captain       | Nový kapitán         | Michael Schur     | Matt Murray                           | 27. září 2015      | 3. dubna 2018   |
| 47           | 2         | The Funeral       | Pohřeb               | Claire Scanlon    | Luke Del Tredici                      | 4. října 2015      | 10. dubna 2018  |
| 48           | 3         | Boyle's Hunch     | Boyleova předtucha   | Trent O'Donnell   | Tricia McAlpin                        | 11. října 2015     | 17. dubna 2018  |
| 49           | 4         | The Oolong Slayer | Čajový zabiják       | Michael McDonald  | Gabe Liedman                          | 18. října 2015     | 24. dubna 2018  |
| 50           | 5         | Halloween III     | Halloween, III. část | Michael McDonald  | David Phillips                        | 25. října 2015     | 1. května 2018  |
| 51           | 6         | Into the Woods    | V lese               | Linda Mendoza     | Andrew Guest                          | 8. listopadu 2015  | 8. května 2018  |
| 52           | 7         | The Mattress      | Matrace              | Dean Holland      | Laura McCreary                        | 15. listopadu 2015 | 15. května 2018 |
| 53           | 8         | Ava               | Ava                  | Tristram Shapeero | Matt O'Brien                          | 22. listopadu 2015 | 22. května 2018 |
| 54           | 9         | The Swedes        | Švédové              | Eric Appel        | Matt Murray                           | 6. prosince 2015   | 29. května 2018 |
| 55           | 10        | Yippie Kayak      | Jipí kajak           | Rebecca Asher     | Lakshmi Sundaram                      | 13. prosince 2015  | 4. června 2018  |
| 56           | 11        | Hostage Situation | Rukojmí              | Max Winkler       | Phil Augusta Jackson                  | 5. ledna 2016      | 5. června 2018  |
| 57           | 12        | 9 Days            | Devět dní            | Dean Holland      | Justin Noble                          | 19. ledna 2016     | 6. června 2018  |
| 58           | 13        | The Cruise        | Plavba               | Michael Spiller   | Tricia McAlpin                        | 26. ledna 2016     | 7. června 2018  |
| 59           | 14        | Karen Peralta     | Karen Peralta        | Bruce McCulloch   | Alison Agosti a Gabe Liedman          | 2. února 2016      | 8. června 2018  |
| 60           | 15        | The 9–8           | Devadesát osmička    | Nisha Ganatra     | David Phillips                        | 9. února 2016      | 11. června 2018 |
| 61           | 16        | House Mouses      | Kancelářské krysy    | Claire Scanlon    | Andrew Guest                          | 16. února 2016     | 12. června 2018 |
| 62           | 17        | Adrian Pimento    | Adrian Pimento       | Maggie Carey      | Luke Del Tredici                      | 23. února 2016     | 13. června 2018 |
| 63           | 18        | Cheddar           | Čedar                | Alex Reid         | Jessica Polonsky                      | 1. března 2016     | 14. června 2018 |
| 64           | 19        | Terry Kitties     | Terryho koťátka      | Michael McDonald  | Phil Augusta Jackson a Tricia McAlpin | 15. března 2016    | 15. června 2018 |
| 65           | 20        | Paranoia          | Paranoia             | Payman Benz       | Gabe Liedman                          | 29. března 2016    | 18. června 2018 |
| 66           | 21        | Maximum Security  | Nejvyšší ostraha     | Victor Nelli, Jr. | Laura McCreary                        | 5. dubna 2016      | 19. června 2018 |
| 67           | 22        | Bureau            | Federálové           | Ryan Case         | David Phillips a Alison Agosti        | 12. dubna 2016     | 20. června 2018 |
| 68           | 23        | Greg and Larry    | Greg a Larry         | Dan Goor          | Andrew Guest a Phil Augusta Jackson   | 19. dubna 2016     | 21. června 2018 |

### Čtvrtá řada (2016–2017)
| Č. v seriálu | Č. v řadě | Původní název          | Český název                        | Režie                  | Scénář                                    | Premiéra v USA             | Premiéra v ČR                |
| ------------ | --------- | ---------------------- | ---------------------------------- | ---------------------- | ----------------------------------------- | -------------------------- | ---------------------------- |
| 69           | 1         | Coral Palms (Part I)   | Coral Palms: 1. část               | Michael McDonald       | Dan Goor                                  | 20. září 2016              | 26. září 2018                |
| 70           | 2         | Coral Palms (Part II)  | Coral Palms: 2. část               | Trent O'Donnell        | Tricia McAlpin                            | 27. září 2016              | 27. září 2018                |
| 71           | 3         | Coral Palms (Part III) | Coral Palms: 3. část               | Payman Benz            | Justin Noble                              | 4. října 2016              | 28. září 2018                |
| 72           | 4         | The Night Shift        | Noční                              | Tristram Shapeero      | Matt Murray                               | 11. října 2016             | 1. října 2018                |
| 73           | 5         | Halloween IV           | Halloween IV                       | Claire Scanlon         | Phil Augusta Jackson                      | 18. října 2016             | 2. října 2018                |
| 74           | 6         | Monster in the Closet  | Kostlivec ve skříni                | Nisha Ganatra          | Andrew Guest                              | 15. listopadu 2016         | 4. října 2018                |
| 75           | 7         | Mr. Santiago           | Pan Santiago                       | Alex Reid              | Neil Campbell                             | 22. listopadu 2016         | 5. října 2018                |
| 76           | 8         | Skyfire Cycle          | Cyklus Skyfire                     | Michael McDonald       | David Phillips                            | 29. listopadu 2016         | 3. října 2018                |
| 77           | 9         | The Overmining         | Přetěžení                          | Dean Holland           | Luke Del Tredici                          | 6. prosince 2016           | 8. října 2018                |
| 78           | 10        | Captain Latvia         | Kapitán Lotyšsko                   | Jaffar Mahmood         | Matt Lawton                               | 13. prosince 2016          | 9. října 2018                |
| 79–80        | 1112      | The Fugitive           | Uprchlík: 1. částUprchlík: 2. část | Rebecca AsherRyan Case | Carol KolbJustin Noble a Jessica Polonsky | 1. ledna 20171. ledna 2017 | 10. října 201811. října 2018 |
| 81           | 13        | The Audit              | Audit                              | Beth McCarthy Miller   | Carly Hallam Tosh                         | 11. dubna 2017             | 12. října 2018               |
| 82           | 14        | Serve & Protect        | Pomáhat a chránit                  | Michael Schur          | Andrew Guest a Alexis Wilkinson           | 18. dubna 2017             | 15. října 2018               |
| 83           | 15        | The Last Ride          | Poslední jízda                     | Linda Mendoza          | David Phillips                            | 25. dubna 2017             | 16. října 2018               |
| 84           | 16        | Moo Moo                | Bú, bú                             | Maggie Carey           | Phil Augusta Jackson                      | 2. května 2017             | 17. října 2018               |
| 85           | 17        | Cop-Con                | Policejní kongres                  | Giovani Lampassi       | Andy Gosche                               | 9. května 2017             | 18. října 2018               |
| 86           | 18        | Chasing Amy            | Hledám Amy                         | Luke Del Tredici       | Matt Lawton                               | 9. května 2017             | 19. října 2018               |
| 87           | 19        | Your Honor             | Vaše Ctihodnosti                   | Michael McDonald       | David Phillips & Carly Hallam Tosh        | 16. května 2017            | 22. října 2018               |
| 88           | 20        | The Slaughterhouse     | Jatka                              | Victor Nelli Jr.       | Neil Campbell                             | 16. května 2017            | 23. října 2018               |
| 89           | 21        | The Bank Job           | Bankovní loupež                    | Matthew Nodella        | Carol Kolb                                | 23. května 2017            | 24. října 2018               |
| 90           | 22        | Crime and Punishment   | Zločin a trest                     | Dan Goor               | Justin Noble a Jessica Polonsky           | 23. května 2017            | 25. října 2018               |

### Pátá řada (2017–2018)
| Č. v seriálu | Č. v řadě | Původní název           | Český název                   | Režie                | Scénář                           | Premiéra v USA     | Premiéra v ČR   |
| ------------ | --------- | ----------------------- | ----------------------------- | -------------------- | -------------------------------- | ------------------ | --------------- |
| 91           | 1         | The Big House (Part I)  | Vězení, 1. část               | Tristram Shapeero    | Luke Del Tredici                 | 26. září 2017      | 4. března 2019  |
| 92           | 2         | The Big House (Part II) | Vězení, 2. část               | Michael McDonald     | Justin Noble                     | 3. října 2017      | 5. března 2019  |
| 93           | 3         | Kicks                   | Kopance                       | Eric Appel           | Andrew Guest                     | 10. října 2017     | 6. března 2019  |
| 94           | 4         | HalloVeen               | HalloVeen                     | Jamie Babbit         | Dan Goor                         | 17. října 2017     | 7. března 2019  |
| 95           | 5         | Bad Beat                | Prohra                        | Kat Coiro            | Carol Kolb                       | 7. listopadu 2017  | 8. března 2019  |
| 96           | 6         | The Venue               | Místo činu                    | Cortney Carrillo     | Matt Lawton                      | 14. listopadu 2017 | 11. března 2019 |
| 97           | 7         | Two Turkeys             | Dva krocani                   | Alex Reid            | David Phillips                   | 21. listopadu 2017 | 12. března 2019 |
| 98           | 8         | Return to Skyfire       | Návrat k Ohnivému nebi        | Linda Mendoza        | Neil Campbell                    | 28. listopadu 2017 | 13. března 2019 |
| 99           | 9         | 99                      | 99                            | Payman Benz          | Andy Bobrow                      | 5. prosince 2017   | 14. března 2019 |
| 100          | 10        | Game Night              | Jde se pařit                  | Tristram Shapeero    | Justin Noble a Carly Hallam Tosh | 12. prosince 2017  | 15. března 2019 |
| 101          | 11        | The Favor               | Laskavost                     | Victor Nelli Jr.     | Aeysha Carr                      | 12. prosince 2017  | 18. března 2019 |
| 102          | 12        | Safe House              | Úkryt                         | Nisha Ganatra        | Andy Gosche                      | 18. března 2018    | 19. března 2019 |
| 103          | 13        | The Negotiation         | Vyjednávání                   | Linda Mendoza        | Phil Augusta Jackson             | 25. března 2018    | 20. března 2019 |
| 104          | 14        | The Box                 | Výslechovka                   | Claire Scanlon       | Luke Del Tredici                 | 1. dubna 2018      | 21. března 2019 |
| 105          | 15        | The Puzzle Master       | Mistr křížovkář               | Akiva Schaffer       | Lang Fisher                      | 8. dubna 2018      | 22. března 2019 |
| 106          | 16        | NutriBoom               | NutriBoom                     | Trent O'Donnell      | David Phillips                   | 15. dubna 2018     | 25. března 2019 |
| 107          | 17        | DFW                     | DFW                           | Jaffar Mahmood       | Jeff Topolski                    | 15. dubna 2018     | 26. března 2019 |
| 108          | 18        | Gray Star Mutual        | Vzájemná pojišťovna Gray Star | Giovani Lampassi     | Jessica Polonsky                 | 22. dubna 2018     | 27. března 2019 |
| 109          | 19        | Bachelor/ette Party     | Rozlučky se svobodou          | Beth McCarthy Miller | Carly Hallam Tosh                | 29. dubna 2018     | 28. března 2019 |
| 110          | 20        | Show Me Going           | Na cestě                      | Maggie Carey         | Phil Augusta Jackson             | 6. května 2018     | 29. března 2019 |
| 111          | 21        | White Whale             | Bílá velryba                  | Matthew Nodella      | Matt Lawton a Carol Kolb         | 13. května 2018    | 1. dubna 2019   |
| 112          | 22        | Jake & Amy              | Jake a Amy                    | Dan Goor             | Dan Goor a Luke Del Tredici      | 20. května 2018    | 2. dubna 2019   |

### Šestá řada (2019)
| Č. v seriálu | Č. v řadě | Původní název         | Český název           | Režie                | Scénář                       | Premiéra v USA  | Premiéra v ČR  |
| ------------ | --------- | --------------------- | --------------------- | -------------------- | ---------------------------- | --------------- | -------------- |
| 113          | 1         | Honeymoon             | Líbánky               | Giovani Lampassi     | Neil Campbell                | 10. ledna 2019  | 15. ledna 2020 |
| 114          | 2         | Hitchcock & Scully    | Hitchcock a Scully    | Cortney Carrillo     | Lang Fisher                  | 17. ledna 2019  | 16. ledna 2020 |
| 115          | 3         | The Tattler           | Žalobníček            | Jennifer Arnold      | David Phillips               | 24. ledna 2019  | 17. ledna 2020 |
| 116          | 4         | Four Movements        | Čtyři akty            | Luke Del Tredici     | Phil Augusta Jackson         | 31. ledna 2019  | 18. ledna 2020 |
| 117          | 5         | A Tale of Two Bandits | Příběh dvou banditů   | Cortney Carrillo     | Luke Del Tredici             | 7. února 2019   | 21. ledna 2020 |
| 118          | 6         | The Crime Scene       | Místo činu            | Michael McDonald     | Justin Noble                 | 14. února 2019  | 22. ledna 2020 |
| 119          | 7         | The Honeypot          | Past                  | Phil Augusta Jackson | Carol Kolb                   | 21. února 2019  | 23. ledna 2020 |
| 120          | 8         | He Said, She Said     | Tvrzení proti tvrzení | Stephanie Beatriz    | Lang Fisher                  | 28. února 2019  | 24. ledna 2020 |
| 121          | 9         | The Golden Child      | Zlaté dítě            | Claire Scanlon       | Neil Campbell                | 7. března 2019  | 25. ledna 2020 |
| 122          | 10        | Gintars               | Gintars               | Linda Mendoza        | Andy Gosche                  | 14. března 2019 | 28. ledna 2020 |
| 123          | 11        | The Therapist         | Terapeut              | Rebecca Addelman     | Jeff Topolski                | 21. března 2019 | 29. ledna 2020 |
| 124          | 12        | Casecation            | Případovča            | Beth McCarthy-Miller | Luke Del Tredici             | 11. dubna 2019  | 30. ledna 2020 |
| 125          | 13        | The Bimbo             | Trouba                | Joe Lo Truglio       | Paul Welsh a Madeline Walter | 18. dubna 2019  | 31. ledna 2020 |
| 126          | 14        | Ticking Clocks        | Čas běží              | Payman Benz          | Carol Kolb                   | 25. dubna 2019  | 1. února 2020  |
| 127          | 15        | Return of the King    | Návrat krále          | Melissa Fumero       | Phil Augusta Jackson         | 2. května 2019  | 4. února 2020  |
| 128          | 16        | Cinco de Mayo         | Cinco de Mayo         | Rebecca Asher        | David Phillips               | 9. května 2019  | 5. února 2020  |
| 129          | 17        | Sicko                 | Úchyl                 | Matthew Nodella      | Justin Noble                 | 16. května 2019 | 6. února 2020  |
| 130          | 18        | Suicide Squad         | Sebevražedný oddíl    | Dan Goor             | Dan Goor a Luke Del Tredici  | 16. května 2019 | 7. února 2020  |

### Sedmá řada (2020)
| Č. v seriálu | Č. v řadě | Původní název          | Český název           | Režie            | Scénář                           | Premiéra v USA  | Premiéra v ČR |
| ------------ | --------- | ---------------------- | --------------------- | ---------------- | -------------------------------- | --------------- | ------------- |
| 131          | 1         | Manhunter              | Lovec lidí            | Cortney Carrillo | David Phillips                   | 6. února 2020   | bude oznámeno |
| 132          | 2         | Captain Kim            | Kapitánka Kimová      | Luke Del Tredici | Carol Kolb                       | 6. února 2020   | bude oznámeno |
| 133          | 3         | Pimemento              | Pimemento             | Michael McDonald | Justin Noble                     | 13. února 2020  | bude oznámeno |
| 134          | 4         | The Jimmy Jab Games II | Kdo si hraje, nezlobí | Neil Campbell    | Vanessa Ramos                    | 20. února 2020  | bude oznámeno |
| 135          | 5         | Debbie                 | Debbie                | Claire Scanlon   | Mercy Jarreau                    | 27. února 2020  | bude oznámeno |
| 136          | 6         | Trying                 | Makáme na tom         | Kim Nguyen       | Evan Susser a Van Robinchaux     | 5. března 2020  | bude oznámeno |
| 137          | 7         | Ding Dong              | Bim bam               | Claire Scanlon   | Jess Dweck                       | 12. března 2020 | bude oznámeno |
| 138          | 8         | The Takeback           | Návrat                | Michael McDonald | Dewayne Perkins                  | 19. března 2020 | bude oznámeno |
| 139          | 9         | Dillman                | Detektiv Dillman      | Kyra Sedgwick    | Paul Welsh a Madeline Walter     | 26. března 2020 | bude oznámeno |
| 140          | 10        | Admiral Peralta        | Admirál Peralta       | Linda Mendoza    | Neil Campbell                    | 2. dubna 2020   | bude oznámeno |
| 141          | 11        | Valloweaster           | Třikrát a dost        | Matthew Nodella  | Luke Del Tredici a Jeff Topolski | 9. dubna 2020   | bude oznámeno |
| 142          | 12        | Ransom                 | Výkupné               | Rebecca Asher    | Nick Perdue a Beau Rawlins       | 16. dubna 2020  | bude oznámeno |
| 143          | 13        | Lights Out             | Tma jak v pytli       | Dan Goor         | Dan Goor a Luke Del Tredici      | 23. dubna 2020  | bude oznámeno |

### Osmá řada (2021)
| Č. v seriálu | Č. v řadě | Původní název  | Český název                                | Režie                       | Scénář                                       | Premiéra v USA             | Premiéra v ČR |
| ------------ | --------- | -------------- | ------------------------------------------ | --------------------------- | -------------------------------------------- | -------------------------- | ------------- |
| 144          | 1         | The Good Ones  | Ti dobří                                   | Cortney Carrillo            | David Phillips a Dewayne Perkins             | 12. srpna 2021             | bude oznámeno |
| 145          | 2         | The Lake House | Víkendovka                                 | Kevin Bray                  | Neil Campbell a Marcy Jarreau                | 12. srpna 2021             | bude oznámeno |
| 146          | 3         | Blue Flu       | Modrá chřipka                              | Claire Scanlon              | Carol Kolb a April Quioh                     | 19. srpna 2021             | bude oznámeno |
| 147          | 4         | Balancing      | Kdo to má všechno zvládat?                 | Daniella Eisman             | Evan Susser a Van Robichaux                  | 19. srpna 2021             | bude oznámeno |
| 148          | 5         | PB & J         | Pontiacový bandita a Jake                  | Gail Mancuso                | Lamar Woods a Jeff Topolski                  | 26. srpna 2021             | bude oznámeno |
| 149          | 6         | The Set Up     | Past                                       | Maggie Carey                | Jess Dweck a Nick Perdue                     | 26. srpna 2021             | bude oznámeno |
| 150          | 7         | Game of Boyles | Hra o Boyleovy                             | Thembi Banks                | Paul Welsh a Madeline Walter                 | 2. září 2021               | bude oznámeno |
| 151          | 8         | Renewal        | Obnova                                     | Beth McCarthy Miller        | Stephanie A. Ritter a Beau Rawlins           | 2. září 2021               | bude oznámeno |
| 152–153      | 910       | The Last Day   | Poslední den, 1. částPoslední den, 2. část | Linda MendozaClaire Scanlon | Luke Del Tredici a Audrey E. GoodmanDan Goor | 16. září 202116. září 2021 | bude oznámeno |